# Musaranya de Wimmer
La musaranya de Wimmer (Crocidura wimmeri) és una espècie de la família de les musaranyes (Soricidae). endèmica de la Costa d'Ivori.